# Epipsilia coralita
Epipsilia coralita là một loài bướm đêm trong họ Noctuidae.